# Kawanishi Hide

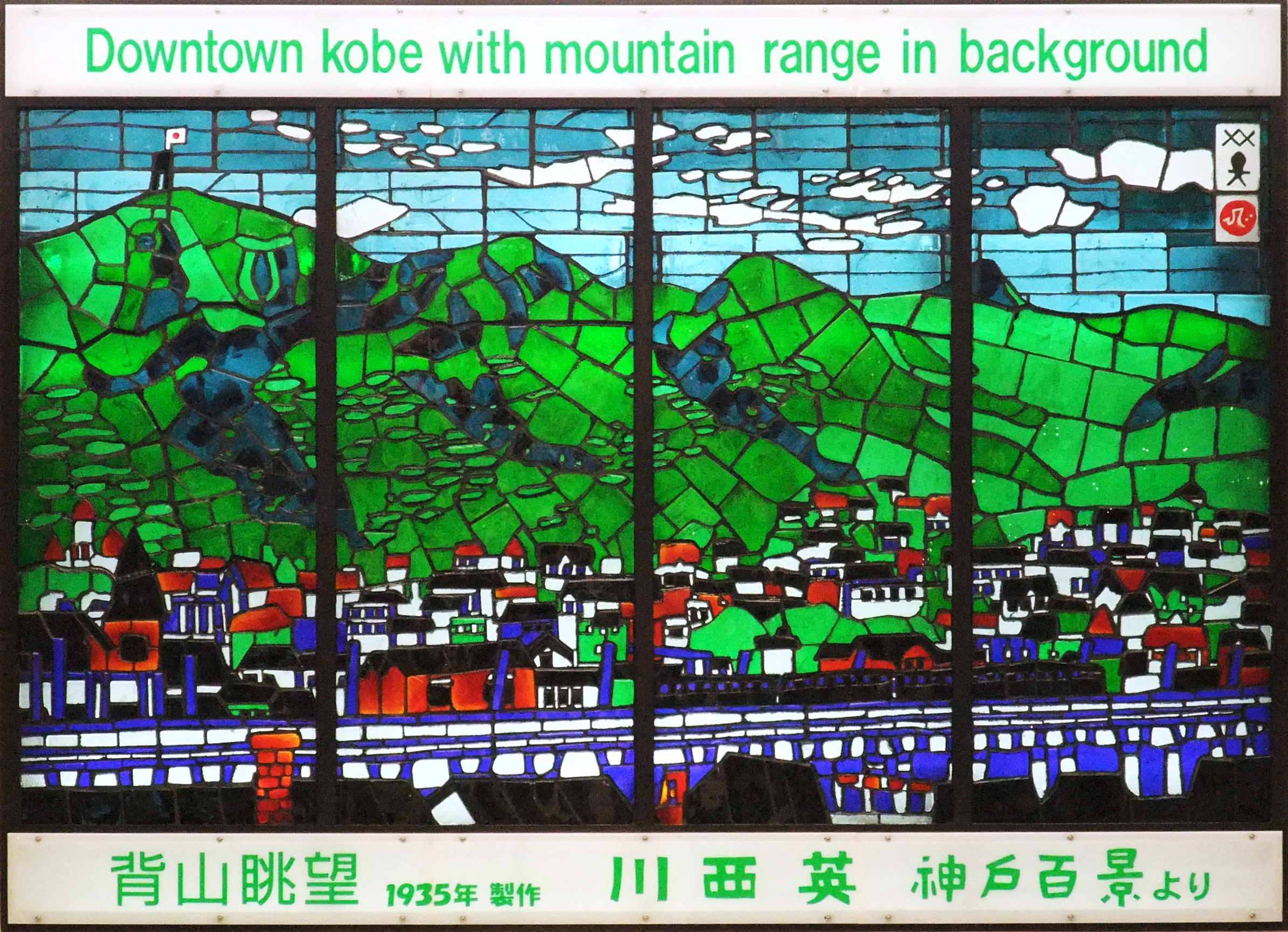
„Blick auf die Berge“ (背山眺望, Seyama chōbō)

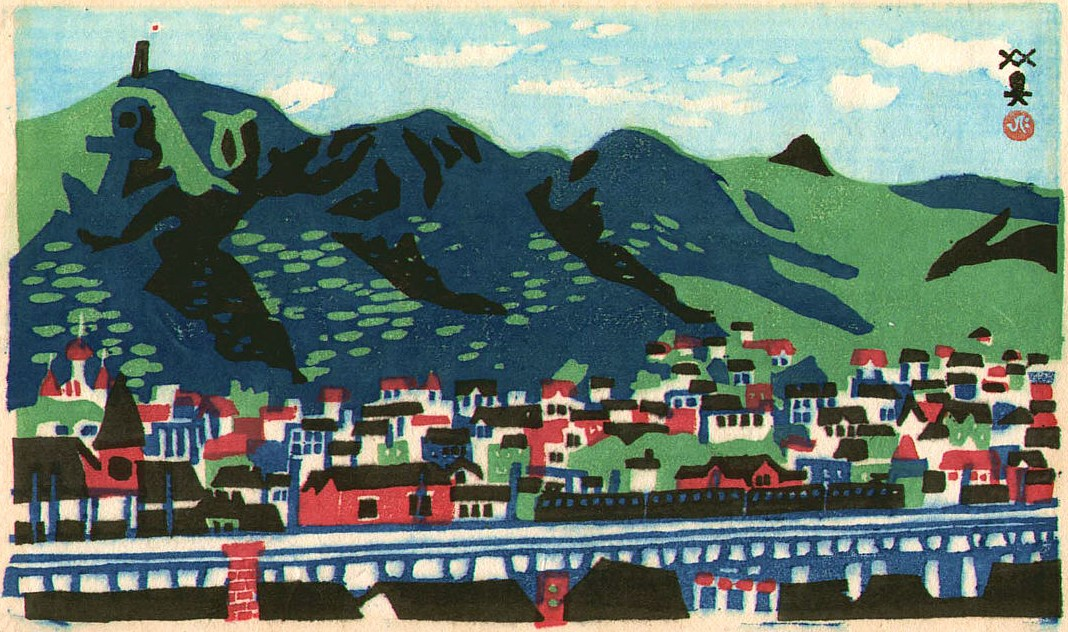

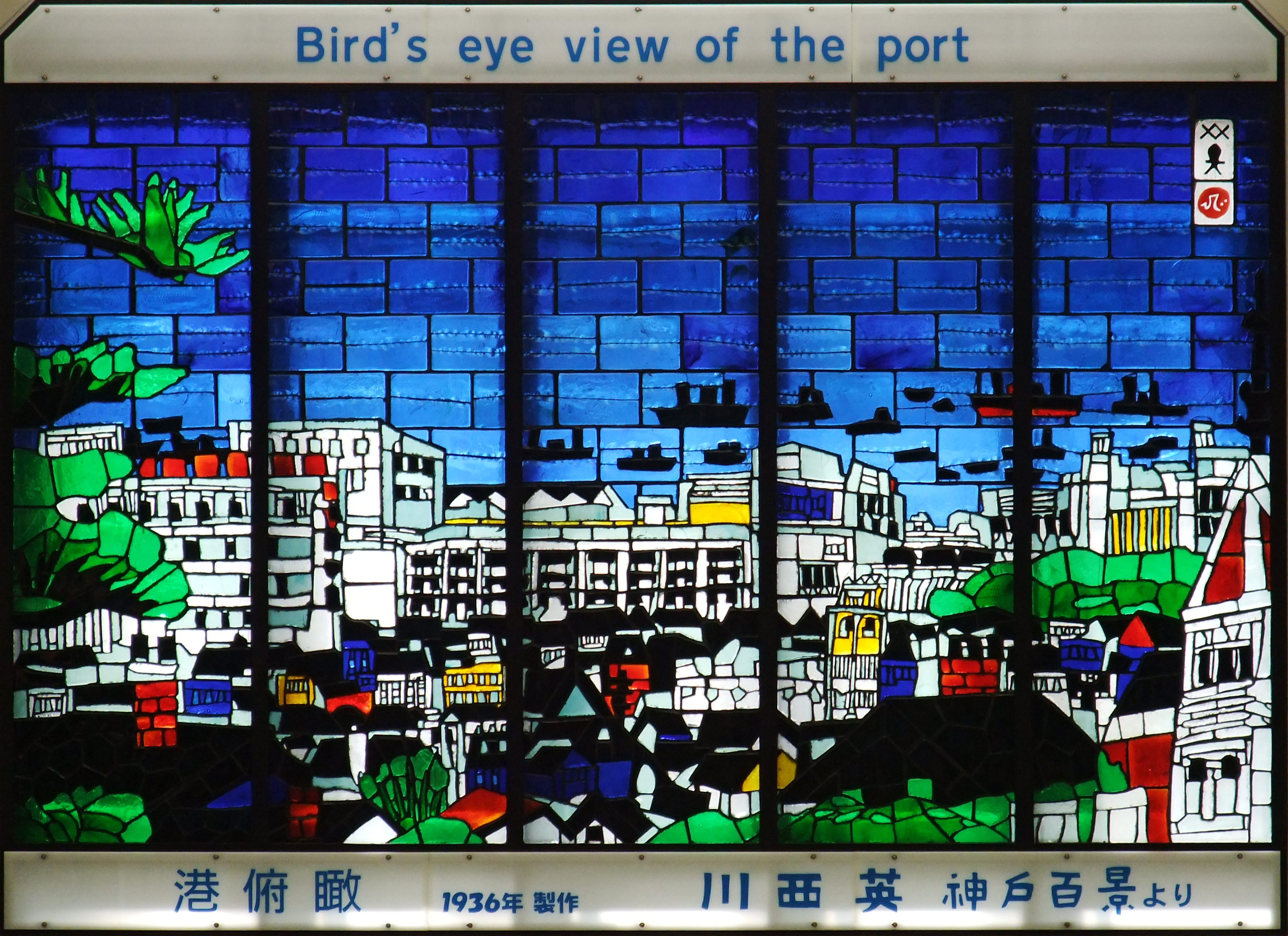
„Hafenbild“ (港俯瞰, Minato fukan)

Kawanishi Hide (japanisch 川西 英; geboren am 9. Juli 1894 in Kōbe (Präfektur Hyōgo); gestorben am 20. Februar 1965; eigentlicher Vorname Hideo (英雄)) war ein japanischer Holzschnitt-Künstler und Maler.

## Leben und Werk
Kawanishi verbrachte sein ganzes Leben in Kōbe. Mit 14 Jahren besuchte er die Mittelschule, mit 15 wechselte er auf die Handelsschule der Präfektur Hyōgo in Kobe. Während seiner Schulzeit beschäftigte er sich, angeregt durch die Zeitschrift Shirakaba, mit westlicher Malerei. Neben Takehisa Yumeji beeinflussten ihn van Gogh, Cézanne, Gauguin. Mit Mitschülern gründete er die literarisch interessierte Gruppe „Junger Bambus“ (若竹会, Wakatake-kai) und begann im Eigenstudium mit der Herstellung von Holzschnitten. 1914 führte ihn eine von der Schule organisierte Reise nach China, wo eine Reihe von Städte besucht wurden.
Nach seinem Abschluss an der Handelsschule 1915 zeigte Kawanishi Interesse an dem Geschäft seiner Familie in der Schifffahrt, entschied sich aber zum Bedauern seines Vaters für die Übernahme eine Post-Stelle, die im Familienbesitz war. So konnte er sich, bei einer gewissen finanziellen Unabhängigkeit, weiterhin dem Holzschnitt widmen, was ab 1920 zu seiner hauptsächliche Beschäftigung wurde. 1922 zeigt er auf einer Ausstellung der „Japanischen Gesellschaft des kreativen Holzschnitts“ (日本創作版画協会, Nihon sōsaku hanga kyōkai), bei der er 1932 Mitglied wurde, in Kōbe zum ersten Mal einige Drucke. Ende 1920 wurde er zum Leiter des Higashide-Postamtes in ernannt. 1931 stellte Kawanishi bei der Nationalen Malerei-Gesellschaft (国画会, Kokuga-kai) aus, der er dann 1935 beitrat. 
Kawanishi schuf Beiträge für verschiedene Kunst-Magazine, beteiligte sich an der Serie „100 Neue Ansichten von Japan“  (新日本百景, Shin Nihon hyakkei), an den ersten drei Serien, die Onchi Kōshirōs „Erster Montag [im Monat] Treff“ (一目会, Ichimoku-kai) und an der Mappe „Japanische Volksbräuche“ (日本民族図譜, Nihon minzoku zufu) und „Gebräuche der Japanerinnen“ (日本女俗選, Nihon jozoku-sen), die 1946 erschienen. In den vierziger Jahren wurde der Erzieher und Kunstsammler Ikenaga Hajime (1891–1955) auf Kawanishi aufmerksam, erwarb Drucke und unterstützte ihn. 
Kawanishis Werk ist gekennzeichnet durch den Gebrauch primärer Farben, wobei ihm Weiß und Schwarz auch als Farben galten. Er verzichtete, Konturen mit schwarzen Linien zu gestalten. Da die Farbflächen keine Schattierung aufweisen, wirken viele Bilder wie aus Buntpapier geschnitten.

## Werke (Auswahl)
- „12 Monats-Ansichten von Kōbe“ (神戸十二か月風景, Kōbe jūni-ka-getsu fūkei; ab 1931)
- „100 Ansichten von Kōbe“ (神戸百景, Kōbe hyakkei; 1933 bis 1936)
- „100 Neue Ansichten von Kōbe“ (新・神戸百景, Shin Kōbe hyakkei; 1952 bis 1953)

## Bilder

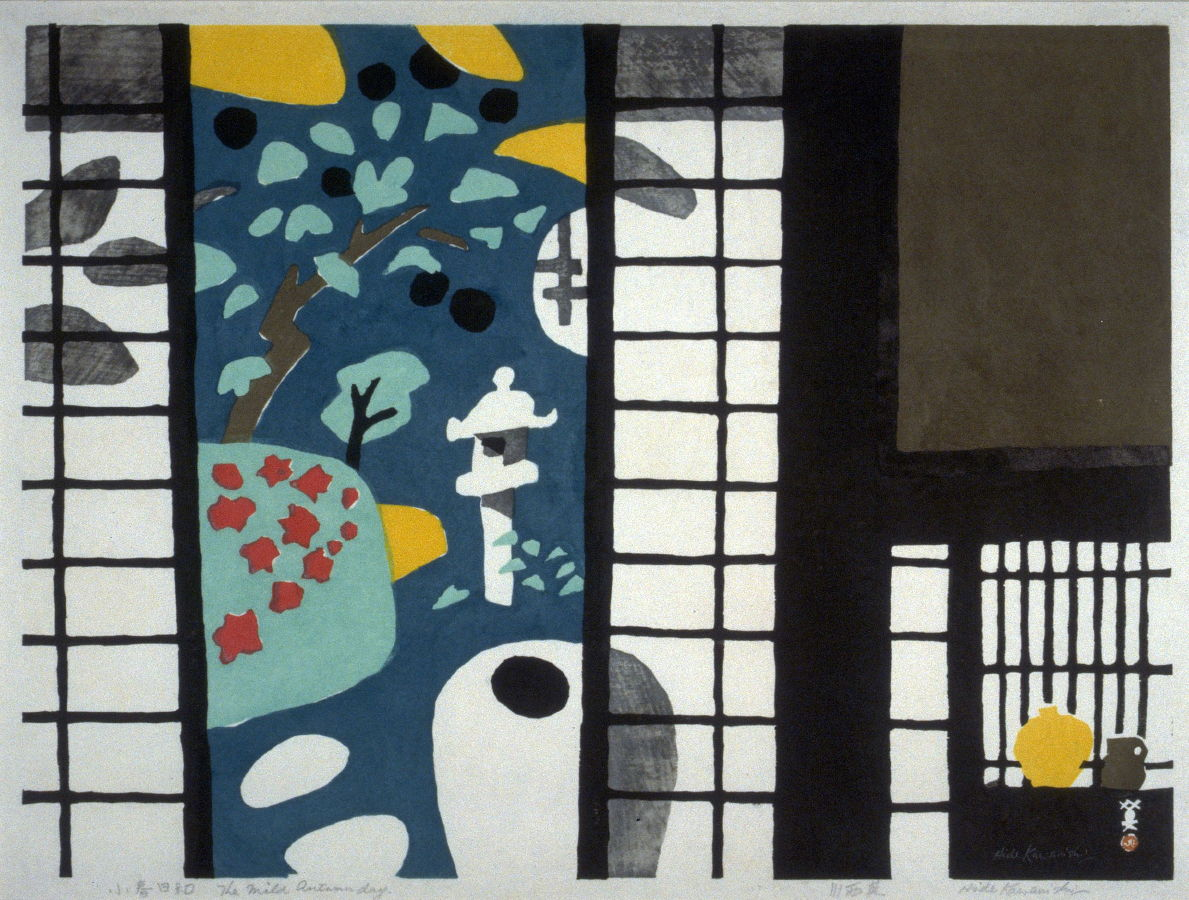
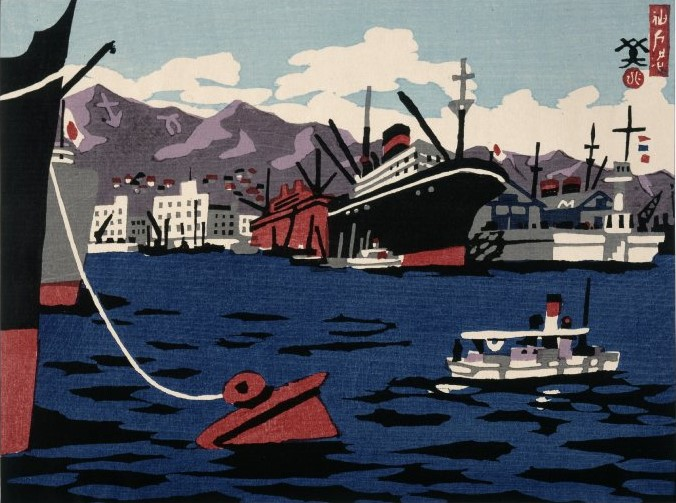
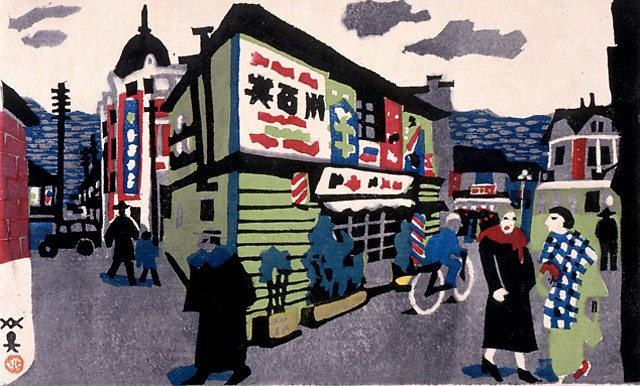
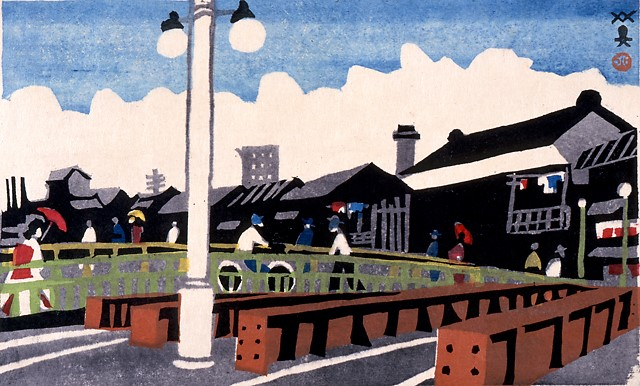

## Sonstiges
Kawanishis dritter Sohn, Yusaburō (* 1923) wurde ebenfalls Maler und führte den Stil seines Vaters fort.